# 茨維特科韋 (多馬尼夫卡區)
47°37′52″N 31°11′5″E / 47.63111°N 31.18472°E
茨維特科韋（烏克蘭語：Цвіткове），是烏克蘭南部的村莊，隸屬尼古拉耶夫州的沃茲涅先斯克區。該村始建於1890年，面積1.5平方公里，海拔高度8米，2001年人口774，人口密度每平方公里519.8人。